# Octavio Fabricio Mossotti
Octavio Fabricio Mossotti (Novara, 18 de abril de 1791 — Milão, 20 de março de 1863) foi um físico, eletricista, astrônomo, climatólogo e tipógrafo italiano exilado da Itália por suas ideias liberais. 

## Carreira
Estudioso da capilaridade e ressonância, foi catedrático da Universidade de Buenos Aires e instalou o observatório astronômico no Convento de Santo Domingo. Seu nome é associado com lentes multi-elementos corretoras de aberrações esféricas e croma, mas não aberrações cromáticas. A equação de Clausius-Mossotti é parcialmente devida a ele. Mossotti foi catedrático em física experimental em Buenos Aires, Argentina (1827) e ensinou a numerosos físicos argentinos seus conhecimentos empíricos a respeito de eletricidade e dielétricos, tornando-se personalidade influente nas tradicional neurociência argentino-germânica principalmente nas áreas associadas à eletricidade em tecido cerebral e relações entre fenômenos elétricos e memória.
Retornou à Itália, participou em ações militares mesmo já encontrando-se em idade avançada para à época - com mais de sessenta anos - e foi apontado como senador. Mossotti também foi influente nas concepções de Hendrik Lorentz acerca das forças fundamentais, bem como de mais de 5 mil estudantes de matemática.

## Publicações
- On the variation in the mean motion of the Comet of Encke (em italiano). [S.l.: s.n.] 1824
- Lezioni elementari di fisica matematica (em italiano). 1. Firenze: Guglielmo Piatti. 1843
- Lezioni elementari di fisica matematica (em italiano). 2. Firenze: Guglielmo Piatti. 1845
- Lezioni di meccanica razionale. [S.l.: s.n.]

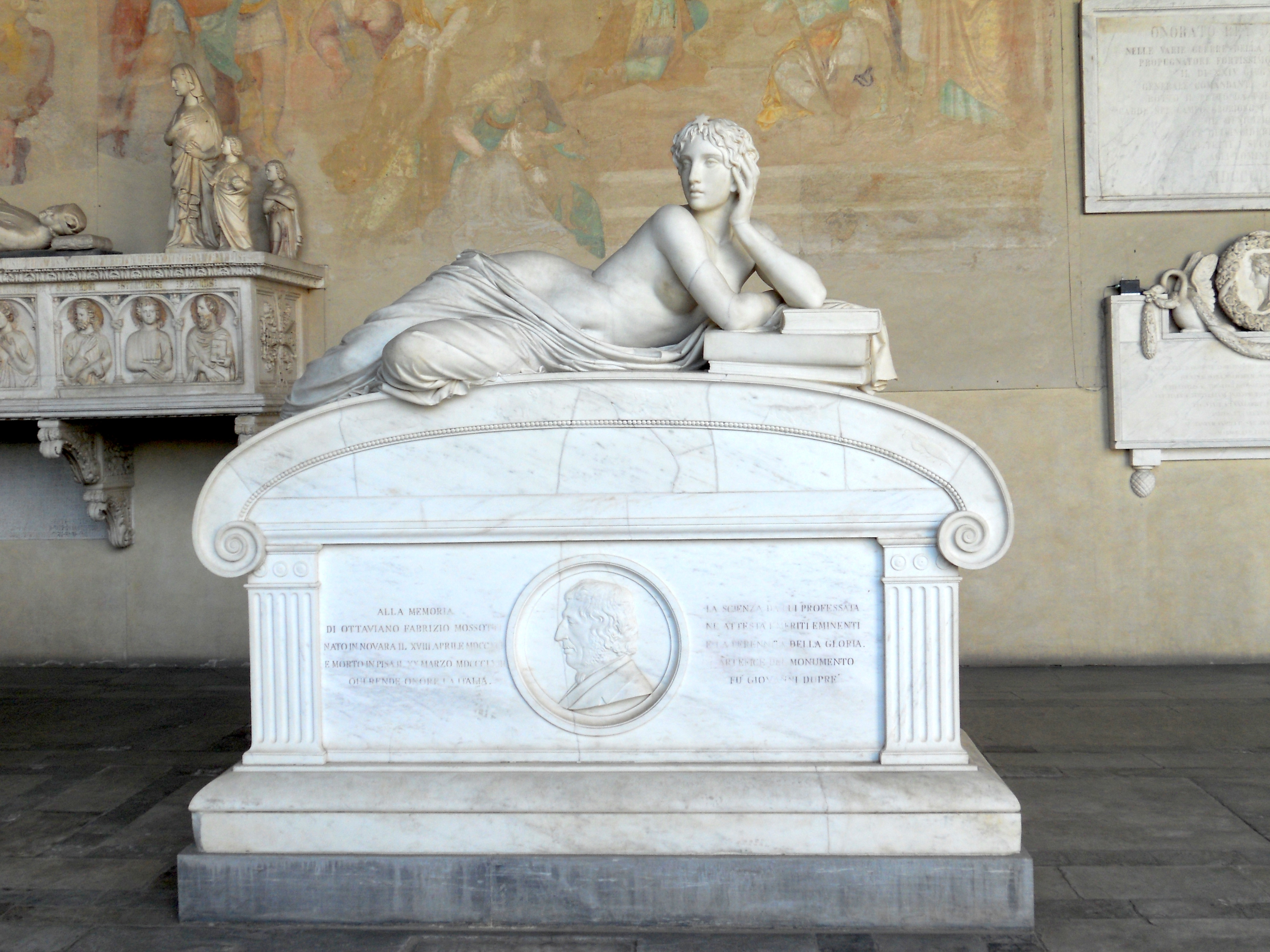
Túmulo de Mossotti no Camposanto Monumentale em Pisa